# Gaberje, Lendava
Gaberje este o localitate din comuna Lendava, Slovenia, cu o populație de 539 de locuitori.